# Atwood Oceanics
Atwood Oceanics, Inc., (NYSE: ATW), är ett amerikanskt multinationellt petroleum– och naturgasbolag som specialiserar sig på uppströmsverksamhet, det vill säga prospektera efter petroleum och naturgas till havs och borra efter dessa på normala– och extrema djup. De äger och hyr ut 13 oljeplattformar och ett borrfartyg speciellt för extrema djup, ytterligare tre borrfartyg är beställda och under konstruktion.

## Utrustning

### Oljeplattformar
Källa för placering, daglig uthyrningsavgift och kontraktsslut per 3 februari 2014: 
| Namn           | Maximalt vattendjup          | Maximalt borrdjup             | Byggd | Landsregistrerat | Placering         | Hyresgäst                          | Daglig avgift              | Kontraktsslut              |
| -------------- | ---------------------------- | ----------------------------- | ----- | ---------------- | ----------------- | ---------------------------------- | -------------------------- | -------------------------- |
| Atwood Aurora  | ca 107 meter (350 feet)      | ca 9 144 meter (30 000 feet)  | 2008  | Marshallöarna    | Kamerun           | Glencore Exploration Cameroon Ltd. | ~$155 000                  | Juli 2014                  |
| Atwood Beacon  | ca 122 meter (400 feet)      | ca 10 973 meter (36 000 feet) | 2003  | Marshallöarna    | Italien           | Eni S.p.A.                         | ~$185 000                  | Januari 2016               |
| Atwood Condor  | ca 3 048 meter (10 000 feet) | ca 12 192 meter (40 000 feet) | 2012  | Marshallöarna    | USA               | Royal Dutch Shell plc              | ~$555 000                  | November 2016              |
| Atwood Eagle   | ca 1 524 meter (5 000 feet)  | ca 7 620 meter (25 000 feet)  | 1982  | Marshallöarna    | Australien        | Apache Energy Ltd.                 | ~$385 000                  | Juni 2014                  |
| Atwood Falcon  | ca 1 524 meter (5 000 feet)  | ca 7 620 meter (25 000 feet)  | 1983  | Marshallöarna    | Australien        | Apache Energy Ltd.                 | ~$385 000                  | November 2014              |
| Atwood Hunter  | ca 1 524 meter (5 000 feet)  | ca 8 534 meter (28 000 feet)  | 1981  | Marshallöarna    | Kamerun           | Underhåll till april 2014.         | Underhåll till april 2014. | Underhåll till april 2014. |
| Atwood Mako    | ca 122 meter (400 feet)      | ca 9 144 meter (30 000 feet)  | 2012  | Marshallöarna    | Thailand          | Salamander Energy Ltd.             | ~$155 000                  | September 2014             |
| Atwood Manta   | ca 122 meter (400 feet)      | ca 9 144 meter (30 000 feet)  | 2012  | Marshallöarna    | Malaysia Thailand | CEC International Ltd.             | ~$174 500 ~$159 500        | December 2015              |
| Atwood Orca    | ca 122 meter (400 feet)      | ca 9 144 meter (30 000 feet)  | 2013  | Marshallöarna    | Thailand          | Mubadala Petroleum                 | ~$159 500                  | Maj 2015                   |
| Atwood Osprey  | ca 2499 meter (8 200 feet)   | ca 9 754 meter (32 000 feet)  | 2011  | Marshallöarna    | Australien        | Chevron Australia Pty. Ltd.        | ~$490 000                  | Maj 2017                   |
| Southern Cross | ca 610 meter (2 000 feet)    | ca 6 096 meter (20 000 feet)  | 1976  | Australien       | Malta             | Avställd på obestämd tid.          | Avställd på obestämd tid.  | Avställd på obestämd tid.  |
| Seahawk        | ca 183 meter (600 feet)      | ca 6 096 meter (20 000 feet)  | 1974  | Marshallöarna    | Ghana             | Avställd på obestämd tid.          | Avställd på obestämd tid.  | Avställd på obestämd tid.  |

### Borrfartyg
Samtliga borrfartyg var/är byggda av den sydkoreanska skeppsvarvet Daewoo Shipbuilding and Marine Engineering Co., Ltd. till maximal kostnad av $635 miljoner per borrfartyg.

Källa för placering, daglig uthyrningsavgift och kontraktsslut per 3 februari 2014: 
| Namn             | Maximalt vattendjup          | Maximalt borrdjup             | Levererad         | Landsregistrerat | Placering           | Hyresgäst           | Daglig avgift       | Kontraktsslut       |
| ---------------- | ---------------------------- | ----------------------------- | ----------------- | ---------------- | ------------------- | ------------------- | ------------------- | ------------------- |
| Atwood Achiever  | ca 3 657 meter (12 000 feet) | ca 12 192 meter (40 000 feet) | 30 juni 2014      | Marshallöarna    | Marocko             | Kosmos Energy Ltd.  | ~$660 000           | Mars 2017           |
| Atwood Admiral   | ca 3 657 meter (12 000 feet) | ca 12 192 meter (40 000 feet) | 31 mars 2015      | Marshallöarna    | Under konstruktion. | Under konstruktion. | Under konstruktion. | Under konstruktion. |
| Atwood Advantage | ca 3 657 meter (12 000 feet) | ca 12 192 meter (40 000 feet) | 30 september 2013 | Marshallöarna    | USA                 | Noble Energy, Inc.  | ~$584 000           | September 2017      |
| Atwood Archer    | ca 3 657 meter (12 000 feet) | ca 12 192 meter (40 000 feet) | 31 december 2015  | Marshallöarna    | Under konstruktion. | Under konstruktion. | Under konstruktion. | Under konstruktion. |